# Poljska televizija
Poljska televizija (polj. Telewizja Polska) javna je poljska televizija sa sjedištem u Varšavi.
Početci poljske televizije sežu u 1935. godinu. Redoviti program emitira se od 1952. godine. TVP2 počinje s radom 1970. godine, a sljedeće godine emitira se u boji. Teletekst je uveden 1989. godine. Nova zgrada televizije otvorena je 2009. godine.

## Organizacija

### Osnovni kanali
- TVP1
- TVP2
- TVP3
- 16 regionalnih studija  TVP3:
  - TVP3 Białystok
  - TVP3 Bydgoszcz
  - TVP3 Gdańsk
  - TVP3 Gorzów Wielkopolski
  - TVP3 Katowice
  - TVP3 Kielce
  - TVP3 Kraków
  - TVP3 Lublin
  - TVP3 Łódź
  - TVP3 Olsztyn
  - TVP3 Opole
  - TVP3 Poznań
  - TVP3 Rzeszów
  - TVP3 Szczecin
  - TVP3 Warszawa
  - TVP3 Wrocław

### Tematski kanali
- TVP Info
- TVP Polonia
- TVP Kultura
- TVP Sport
- TVP Historia
- TVP Seriale
- Biełsat TV (Белсат TV)